# 丹尼爾斯商學院 (普渡大學)
丹尼斯商學院（Mitchell E. Daniels, Jr. School of Business，簡稱Daniels School of Business，舊稱為克蘭納特管理學院）是隶属于位于美国印第安纳州西拉法叶普渡大学的商管学院。学院提供本科、硕士以及博士阶段的课程。

## 历史
普渡大学工业管理学院是1958年通过合并经济系（于1953年建立于科学、教育与人文学院）和工业管理与交通运输系（自1956年起归属于工程学院）建成的。1962年，在收到克兰纳特夫妇的270万美元的捐赠后，克兰纳特工业管理研究生院正式成立。克兰纳特于1967年得到了国际商管学院促进协会的认证。 早期，在经营管理课程之外，学生们被要去在技术类方面再辅修一个专业。 在接下来的10年里，学院教授的课程得到大幅扩展，70年代中期，“工业”这个词从学院的名称中去掉。现在，克兰纳特管理学院提供本科和研究生课程。2008年，克兰纳特管理学院得到了国际商学院促进协会的重新认证。
2023年，普渡大學宣佈更改原先的克蘭納特管理學院名稱，新學院的名稱為「丹尼斯商學院」（Mitchell E. Daniels, Jr. School of Business，簡稱Daniels School of Business），以彰顯前任校長米奇·丹尼斯對於普渡大學與商管領域的貢獻。原先的克蘭納特名稱保留給院內的研究所學程繼續使用。

## 学术研究
学院现拥有对本科生开放的近20个社团和学生组织，包括管理学院委员会（School of Management Council，简称 SMC）。同时还拥有25个研究生阶段的专业、文化和特殊兴趣社团，包括克兰纳特研究生协会（Krannert Graduate Student Association，简称 KGSA）和克兰纳特博士生协会（Krannert Doctoral Student Association，简称 KDSA）。

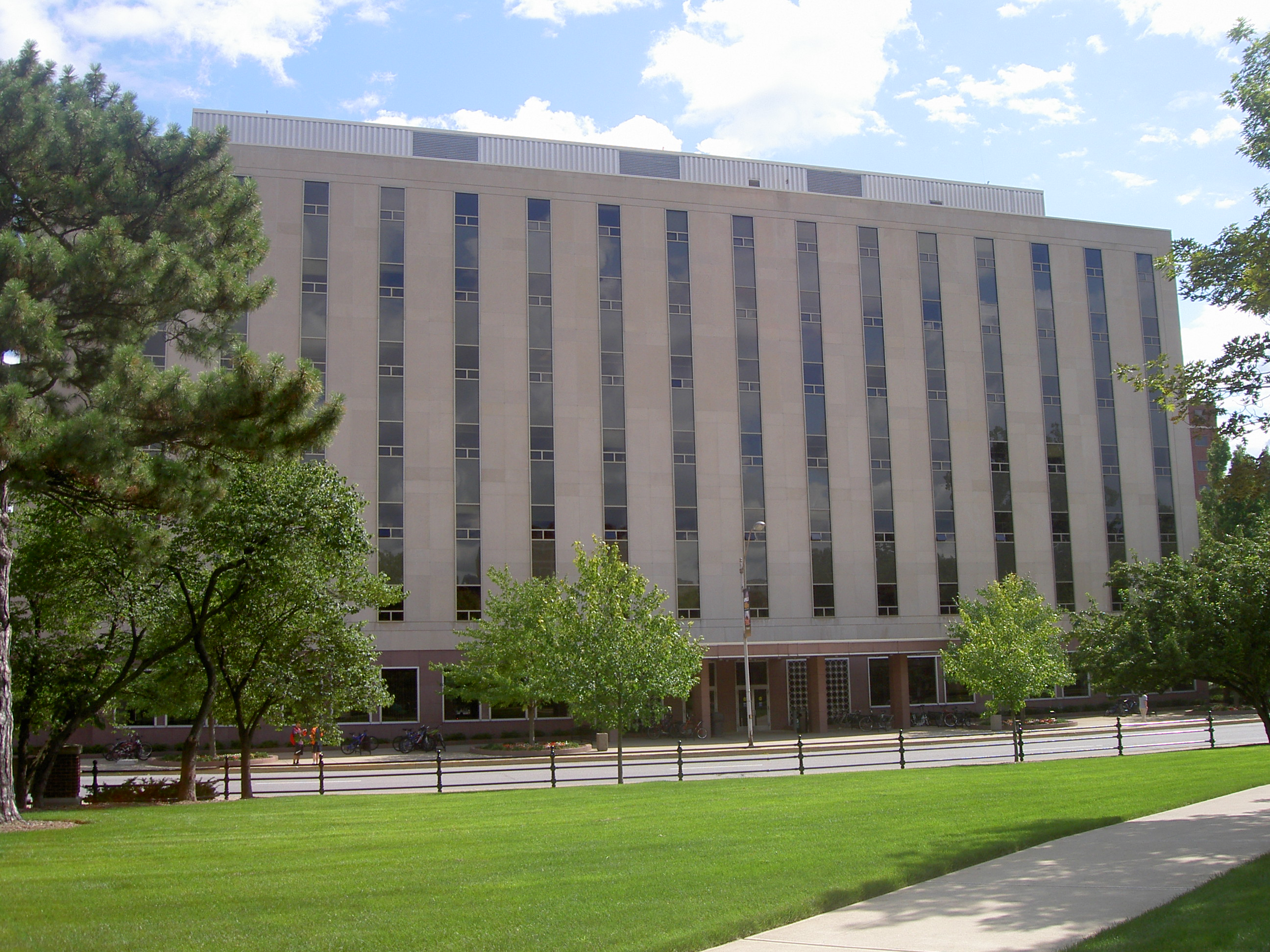
克兰纳特学院教学楼

### 本科课程
克兰纳特本科阶段的专业共有七个：会计学，经济学，金融学，产业组织理论，管理学，市场营销学，供应链，信息系统和分析学。为了与全球现代管理视野接轨，所有的专业课程都会包含国际角度的商业与经济。学校的“3+2”项目是提供给商学院杰出的本科生的。该项目允许学生在五年内完成他们的学士学位课程和工商管理硕士（MBA）学位课程。
每个学年，普渡都有校园面试和无数的招聘会。共有1,200到1,400家公司会与寻找实习和全职工作的学生会面。最引人注目且参加公司与学生求职者最多的招聘会之一是克兰纳特管理学院招聘者论坛（Krannert’s School of Management Employers Forum，简称 SMEF），会在每个秋季和春季举办。今年秋季克兰纳特管理学院举办了147家公司的论坛，与2008年参会公司的数量相同，且参会公司与前两年相比增加了15%。55家公司在论坛开幕的前一天或当天晚上举行了宣讲会，大约60家公司提供了面试机会。
2012年，彭博商业周刊的一项关于本科商学院的全国性调查显示，雇员将克兰纳特管理学院排为第三名。该调查的问题除去一般判断标准外，还包括：哪个学校的项目有最好的毕业生，哪个学校有最创新的课程以及哪个学院有最有效的职业服务。克兰纳特在2011年的调查中排名第7，在2010年的调查中排名第13。
2011年，《美国新闻与世界报道》本科项目排名中，克兰纳特排名全国第24位，定量分析/方法方面排名第4位，供应量管理排名第8位，信息系统管理排名第10位。

### 硕士与高管课程
克兰纳特授予多个硕士研究生学位：MBA、EMBA、国际管理硕士、人力资源管理硕士、工业管理硕士、金融学硕士、全球供应链管理硕士以及周末MBA。 这些课程都在罗尔斯楼中教授的。同时，学院还提供与其他学院的合作项目：药学博士，工业管理理学硕士学位(MSIA)，机械工程学士及工商管理硕士联合项目和机械工程 (BSME)与工商管理硕士联合项目。

克兰纳特和它的姊妹校GISMA商学院合办了11个月的MBA课程，授课地点在德国汉诺威，这个项目同时被国际商管学院促进协会（AACSB）和工商管理硕士协会（AMBA）认证。GISMA商学院还与堤亚斯宁堡斯商学院和普渡大学合办了国际管理硕士项目（MBA-IMM）。GISMA还提供其他的高管培训课程。 

2013年，克兰纳特的MBA课程被《美国新闻与世界报道》排至全美第44名，被《福布斯》排至全美第40名，  《金融时报》将其排至全球第68名（2013年），《华尔街日报》在2007年的一个美国MBA项目地区影响力的榜单中将其排至全美第12名。
2009年，QS全球200所商学院报告将克兰纳特排至北美地区第27名。

### 博士课程
克兰纳特的博士项目提供给学生与经济学，管理学（会计学、金融学、管理信息系统、市场营销、运营管理、计量方法、策略管理、组织行为与人力资源管理等细分专业）领域的一流老师接触的机会。
根据《金融时报》2009年的排名，克兰纳特的博士项目位列全球第23位。

## 教学设施

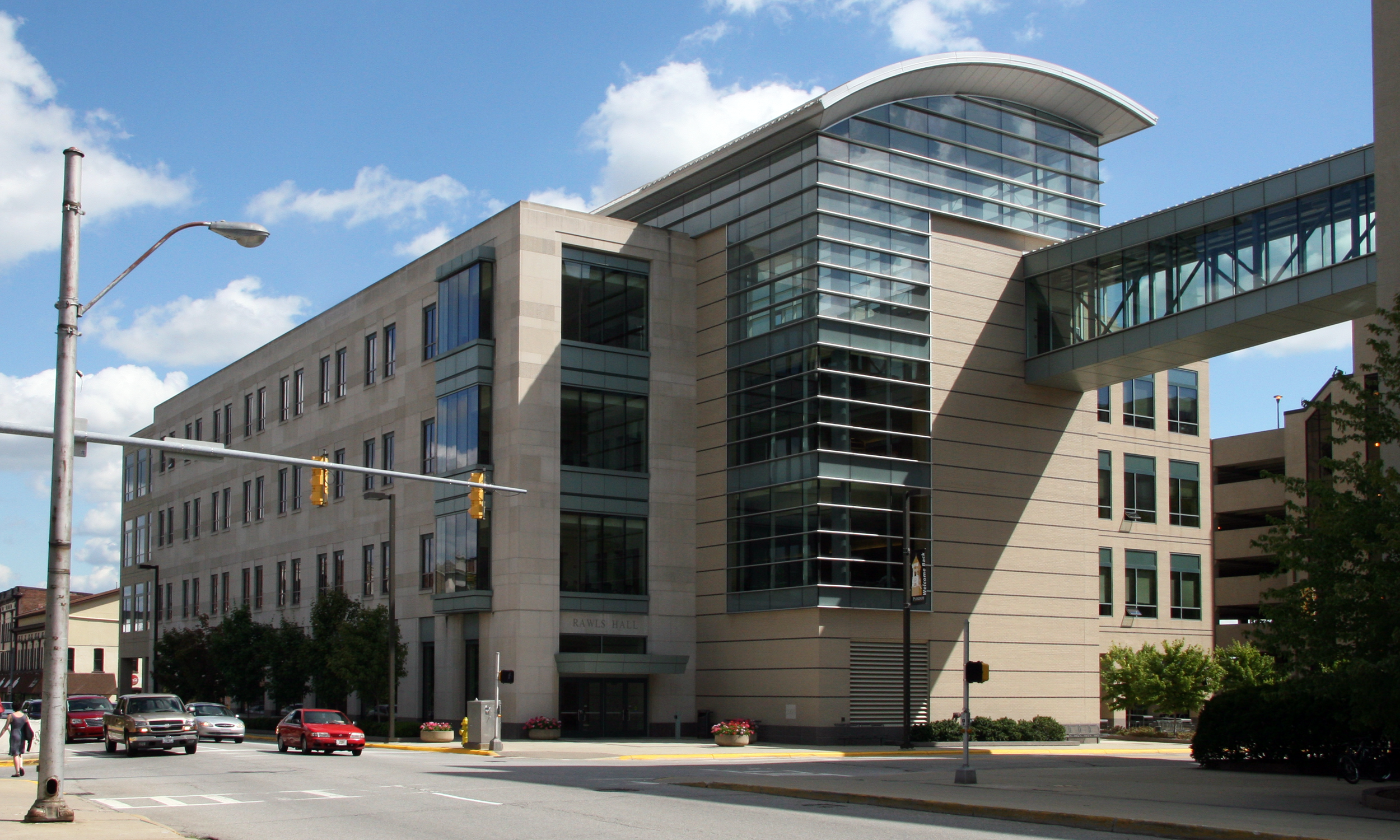
Rawls Hall

学院的教学设施唯一普渡大学西拉法叶校区的东南部，毗邻普渡大学纪念联合楼。本科阶段课程主要在1964年开始使用的克兰纳特管理学院主楼内授课。罗尔斯楼是所有硕士研究生的上课地点。它配备有13个电教室，一个专业的就业指导中心，一个多媒体礼堂，25个休息室，多个远程教育设备以及备有尖端设备的计算机实验室。罗尔斯楼是以克兰纳特管理学院的校友杰瑞·S·罗尔斯命名的。罗尔斯是菲尼萨公司的总裁及首席执行官，他向克兰纳特捐赠了1000万美元。这个捐赠数量在克兰纳特历史上也是绝无仅有的，为了表彰罗尔斯的慷慨，普渡董事会在2000年通过投票决定将克兰纳特新建成的楼命名为杰瑞·S·罗尔斯楼。罗尔斯楼于2003年10月2日正式启用。

## 校友
- 山姆·艾伦：迪尔公司（英语：John Deere）董事长兼首席执行官
- 苏珊·巴尔克利·巴特勒（英语：Susan Bulkeley Butler）：SBB研究所创始人及首席执行官，埃森哲公司首位女性合伙人
- 德鲁·布里斯：NFL新奥尔良圣徒队四分卫
- 贝丝·布鲁克（英语：Beth Brooke）：安永全球公共政策的副主席
- 玛丽亚·克罗：礼来公司制造运营总裁
- 德·狄维士：安利公司总裁
- 乔·福汉德（英语：Joe Forehand）：埃森哲前董事长兼首席执行官
- 戴夫·丰特（英语：Dave Fuente）：SSA公司（英语：SSA & Company）董事长
- 布拉德·欣茨：雷曼兄弟前CFO
- 杰克·霍克马：凯撒铝业（英语：Kaiser Aluminum）董事长，总裁兼首席执行官
- 罗比·赫默（英语：Robbie Hummel）：职业篮球运动员
- 约翰·克瑞尼基：通用电气能源公司（英语：GE Energy）前任总裁兼首席执行官
- 霍华德·朗斯（英语：Howard Lance）：黑石集团行政顾问，哈里森公司（英语：Harris Corporation）前任董事长，总裁兼首席执行官
- 马歇尔·拉尔森（英语：Marshall Larsen）：古德里奇（英语：Goodrich）董事长，总裁兼首席执行官
- 玛吉·马格纳：布莱森全球合作伙伴（英语：Brysam Global Partners）管理合伙人
- 普雷斯顿·麦卡菲（英语：Preston McAfee）：Google经济学家
- 杰瑞·S·罗尔斯（英语：Jerry S. Rawls）：菲尼萨（英语：Finisar）联合创始人 及董事长
- 唐纳德·赖斯（英语：Donald Rice）：空军部长，加利福尼亚企业家
- 本·胜林：摩根大通银行(中国)有限公司首席执行官
- 肖恩·泰勒 ：休士顿太空人所有者之一
- 保罗·瓦尔加：布朗霍文董事长及首席执行官
- 史蒂夫·韦伯斯特：艾维斯塔资本伙伴联合管理合伙人及联合首席执行官
- 凯洛琳·伍：天主教救济会（英语：Catholic Relief Services）总裁及首席执行官